# Границі (Мазовецьке воєводство)
Границі (пол. Granice) — село в Польщі, у гміні Тересін Сохачевського повіту Мазовецького воєводства.
Населення — 989 осіб (2011).
У 1975—1998 роках село належало до Скерневицького воєводства.

## Демографія
Демографічна структура станом на 31 березня 2011 року:
|          | Загалом | Допрацездатний вік | Працездатний вік | Постпрацездатний вік |
| -------- | ------- | ------------------ | ---------------- | -------------------- |
| Чоловіки | 479     | 94                 | 363              | 22                   |
| Жінки    | 510     | 110                | 343              | 57                   |
| Разом    | 989     | 204                | 706              | 79                   |